# Edisons 1991
De Edisons 1991 werden bekendgemaakt op 14 februari en uitgereikt op 16 mei in een tv-show van Veronica die gepresenteerd werd door Marc Klein Essink. In de uitzending stonden de Nederlandse winnaars centraal.
Er werden 35 Edisons uitgereikt, een recordaantal. Zeven jury's beoordeelden meer dan vierhonderd inzendingen. Voor het eerst werden drie categorieën "buiten mededinging" ingesteld. De organisatie beschouwde deze drie categorieën niet als onderdeel van het officiële programma. Het ging om Pop Nationaal, Dans Nationaal en Pop Internationaal. Deze drie winnaars werden al op 10 februari 1991 bekendgemaakt.
Opvallend was verder dat voor het eerst in sommige specifieke categorieën (onder meer Hardrock/Metal) meerdere Edisons werden toegekend.
Ook werden voor het eerst prijzen toegekend in de categorie Wereldmuziek. De pop-categorie werd uitgebreid met Edisons voor middle of the road-muziek.
Drie Edisons werden postuum toegekend aan Roland Kirk (overleden in 1977), Dick Willebrandts (1970) en Ruud Brink (1990).

## Winnaars
Internationaal
- Pop Internationaal: Pixies voor Bossanova (officieel buiten mededinging)
- Pop (Hardrock/Metal): The Riverdogs voor The Riverdogs
- Pop (Hardrock/Metal): Michael Lee Firkins voor Michael Lee Firkins
- Pop (Disco-dance/Rap/Hip Hop/House): Paris voor The Devil Made Me Do It
- Pop (Disco-dance/Rap/Hip Hop/House): Deee-Lite voor World Clique
- Pop: World Party voor Goodbye Jumbo
- Pop (Rock): Living Colour voor Time's Up
- Pop (R&B/Blues): The Vaughan Brothers voor Family Style
- Middle of the road: Vaya Con Dios voor Night Owls
- Middle of the road: Oleta Adams voor Circle of One
- Country: Garth Brooks voor No Fences
- Wereldmuziek: Diverse uitvoerenden voor Golden Voices from the Silver Screen - Classic Indian Film Soundtrack Songs
- Wereldmuziek: Youssou N'Dour voor Set
- Jazz: Jon Hendricks voor Freddie Freeloader
- Instrumentaal: Jean-Marc Zelwer voor La Fiance aux Yeux de Bois
- Musical/Film: Claude-Michel Schönberg (componist) voor Miss Saigon
- Extra: Rahsaan Roland Kirk voor Rahsaan - The Complete Mercury Recordings
- Extra: Diverse uitvoerenden voor Red, Hot & Blue
- Extra: The Byrds voor The Ultimate Box Set
- Extra: José Carreras, Plácido Domingo & Luciano Pavarotti voor The 3 Tenors in Concert

Nationaal
- Pop Nationaal: The Serenes voor Barefoot and Pregnant (officieel buiten mededinging)
- Dans Nationaal: Sequencial voor Is It Just a Dream (officieel buiten mededinging)
- Pop: Nits voor Giant Normal Dwarf
- Pop (Rock): The Scene voor Blauw
- Pop (Disco-dance/Rap/Hip Hop/House): King Bee voor Royal Jelly
- Luisterlied: Marjol Flore voor Kwetsbaar
- Populair: Stef Bos voor Is Dit Nu Later
- Kleinkunst: Youp van 't Hek voor Oudejaarsconference 1989
- Middle of the road: Goya & Carmina voor Bahia Lady
- Levenslied: André Hazes voor Kleine Jongen
- Jazz: Trio Pim Jacobs & Ruud Brink voor Just Friends
- Instrumentaal: Jan Akkerman voor The Noise of Art
- Jeugd: Herman van Veen voor Alfred Jodocus Kwak deel 1 - Goeiemorgen
- Extra: Dick Willebrandts voor 20 Radio-opnamen uit 1943
- Extra: Philippe Elan & Gemini Ensemble voor Chansons Classique

1960 · 1961 · 1962 · 1963 · 1964 · 1965 · 1966 · 1967 · 1968 · 1969 · 1970 · 1971 · 1972 · 1973 · 1974 · 1975 · 1976 · 1977 · 1978 · 1979 · 1980 · 1981 · 1982 · 1983 · 1984 · 1985 · 1986 · 1987 · 1988 · 1989 · 1990 · 1991 · 1992 · 1993 · 1994 · 1995 · 1996 · 1997 · 1998 · 1999 · 2000 · 2001 · 2002 · 2003 · 2004 · 2005 · 2006 · 2007 · 2008 · 2009 · 2010 · 2011 · 2012 · 2013 · 2014 · 2015 · 2016 · 2017 · 2018 · 2019 · 2020 · 2021 · 2022 · 2023 · 2024